# Drosophila oshimai
Drosophila oshimai är en tvåvingeart som beskrevs av Choo och Nakamura 1973. Drosophila oshimai ingår i släktet Drosophila och familjen daggflugor.
Artens utbredningsområde är Japan.